# 싱하이 음악 대학
싱하이 음악 대학(성해음악학원, 星海音乐学院)은 중화인민공화국 광둥성 광저우에 있는 2년제 국립 전문대학으로, 1957년 개교하였다.

## 같이 보기
- 중앙음악학원